# Dominik Rašić
Dominik Rašić (10. travnja 2002.) hrvatski je profesionalni košarkaš, igra za Cedevitu. S hrvatskom kadetskom košarkaškom reprezentacijom (do 16) osvojio je zlatnu medalju na Europskom prvenstvu 2018. u Srbiji.